# Dejtár
Dejtár là một thị trấn thuộc hạt Nógrád, Hungary. Thị trấn này có diện tích 21,74 km², dân số năm 2010 là 1442 người, mật độ 66 người/km².